# Jan-Sverre Syvertsen
Jan-Sverre Syvertsen, född 31 maj 1968 i Ski, är en norsk författare, journalist och kommunikationsrådgivare.
Efter att ha utkommit med tre fackböcker debuterade han som skönlitterär författare 2006 med kriminalromanen Øyne blå (Utan onda aningar på svenska), den första boken om psykologen Sander Mørk och polisen Lisa Lunde. Dessa båda återkommer i boken Stillest vann (I det fördolda) och Prikkedøden (Sekten).